# B. S. Yeddyurappa

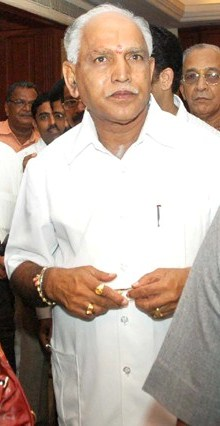
B. S. Yeddyurappa (2014)

B. S. Yeddyurappa (Bookanakere Siddalingappa Yeddyurappa, auch Yeddyurappa bzw. Yediyurappa; Kannada: ಬಿ. ಎಸ್. ಯಡಿಯೂರಪ್ಪ [ˈjʌɖijuːrʌpːʌ]; * 27. Februar 1943 in Bookanakere, Distrikt Mandya) ist ein indischer Politiker der hindunationalistischen Partei Bharatiya Janata Party (BJP) aus dem Bundesstaat Karnataka. Er war von Mai 2008 bis Juli 2011 Chief Minister (Regierungschef) Karnatakas. Außerdem hielt er dieses Amt zweimal – im November 2007 und Mai 2018 – jeweils für wenige Tage inne. vom 26. Juli 2019 bis 26. Juli 2021 bekleidete er für zwei Jahre zum vierten Mal dieses Amt.

## Biografie

### Frühe Jahre und Persönliches
B. S. Yeddyurappa wurde am 27. Februar 1943 als Sohn des Bauern Siddalingappa und dessen Frau Puttatayamma im Dorf Bookanakere im Distrikt Mandya im Süden Karnatakas geboren. Er ist Hindu und gehört zu den Lingayat, einer in Karnataka weit verbreiteten und politisch einflussreichen Kaste. Seine Ausbildung schloss Yeddyurappa mit einem Bachelor of Arts in Bangalore ab. Anschließend arbeitete er zunächst als Sekretär in der lokalen Verwaltung, dann in einer privaten Reismühle in Shikaripur im Distrikt Shivamogga, ehe er nach seiner Heirat 1967 eine Metallwarenhandlung in Shivamogga (Shimoga) eröffnete. Mit seiner 2004 verstorbenen Frau Maitradevi hat B. S. Yeddyurappa zwei Söhne und drei Töchter. Sein Sohn B. Y. Raghavendra hat ebenfalls eine politische Karriere in der BJP eingeschlagen und war von 2009 bis 2014 Abgeordneter in der Lok Sabha, dem Unterhaus des gesamtindischen Parlaments.
B. S. Yeddyurappa schrieb seinen Namen in lateinischer Schrift ursprünglich Yediyurappa, änderte die Schreibweise 2007 aber aus astrologischen Gründen in Yeddyurappa.

### Politischer Aufstieg
Seit 1970 ist B. S. Yeddyurappa Mitglied der hindunationalistischen Kaderorganisation Rashtriya Swayamsevak Sangh (RSS), mit der er bereits seit seinen Teenagerjahren in Kontakt stand. Seine politische Karriere begann er in der Partei Bharatiya Jana Sangh (BJS), die 1980 in der Bharatiya Janata Party (BJP) aufging. 1972 wurde B. S. Yeddyurappa BJS-Vorsitzender im Taluk (Sub-Distrikt) Shikaripur, 1975 wurde er zum Vorsitzenden der Stadtverwaltung von Shikaripur gewählt. Im gleichen Jahr wurde er während des von der indischen Ministerpräsidentin Indira Gandhi verhängten Ausnahmezustands für 45 Tage inhaftiert.
1983 trat Yeddyurappa erstmals erfolgreich für die aus der BJS entstandene BJP-Partei im Wahlkreis Shikaripur bei den Wahlen zur Karnataka Legislative Assembly (das Unterhaus des Bundesstaatsparlaments) an. 1985 konnte er seinen Erfolg wiederholen. Seit 1988 ist Yeddyurappa Vorsitzender der BJP im Bundesstaat Karnataka. Bei den Bundesstaatswahlen 1989 und 1994 verteidigte er seinen Wahlkreis. Bei der Wahl 1999 unterlag er dagegen und zog stattdessen 2000 in das Oberhaus Karnataka Legislative Council ein.

### Erste Amtszeit Chief Minister (2007)
Aus der Bundesstaatswahl in Karnataka 2004 ging die BJP erstmals als stärkste Partei hervor. Weil die BJP über keine eigene Mehrheit verfügte, bildete aber eine Koalition aus dem Indischen Nationalkongress und der Janata Dal (Secular) (JD(S)), einer Abspaltung von der Janata-Dal-Partei, eine Regierung unter Führung des Kongress-Politikers N. Dharam Singh. B. S. Yeddyurappa, der wieder aus seinem angestammten Wahlkreis Shikaripur in die Karnataka Legislative Assembly gewählt worden war, übernahm das Amt des Oppositionsführers.
Im Februar 2006 stieg die JD(S) aus der Koalition mit der Kongresspartei aus und schloss ein Regierungsbündnis mit der BJP. Es wurde abgemacht, dass H. D. Kumaraswamy von der JD(S) für die erste und B. S. Yeddyurappa für die zweite Hälfte der verbliebenen Legislaturperiode das Amt des Chief Ministers übernehmen sollte. Während Kumaraswamys Regierungszeit fungierte Yeddyurappa als stellvertretender Chief Minister und Finanzminister. Als B. S. Yeddyurappa im Oktober 2007 in das Amt des Chief Ministers nachrücken sollte, weigerte sich Kumaraswamy aber zurückzutreten, was zum Bruch der Koalition und zur Verhängung von President’s rule führte. Zwischenzeitlich schienen die Differenzen zwischen BJP und JD(S) beigelegt, sodass B. S. Yeddyurappa am 25. November 2007 als Chief Minister Karnatakas vereidigt werden konnte. Letztlich zerstritten sich die beiden Parteien aber wieder, sodass Yeddyurappa bereits eine Woche später wieder zurücktreten musste und Karnataka erneut für ein halbes Jahr unter President’s rule gestellt wurde.

### Zweite Amtszeit als Chief Minister (2008–2011)
Bei den Neuwahlen 2008 errang die BJP wieder einen Wahlerfolg. Diesmal verfehlte sie die absolute Mehrheit nur knapp und konnte mit der Unterstützung von sechs unabhängigen Abgeordneten eine Regierung bilden. Am 30. Mai 2008 wurde B. S. Yeddyurappa zum zweiten Mal als Chief Minister vereidigt. Damit war es Yeddyurappa gelungen, die BJP erstmals an die Macht in einem südindischen Bundesstaat zu bringen.
B. S. Yeddyurappas Amtszeit als Chief Minister endete wegen seiner Verstrickung in einen Korruptionsskandal vorzeitig. Im Oktober 2010 versagte ein Teil der BJP-Parlamentsfraktion Yeddyurappa die Gefolgschaft, nachdem Vorwürfe aufgekommen waren, dieser habe seinen Familienangehörigen staatliches Land weit unter Marktwert zugeschanzt, welches diese daraufhin mit großem Profit an ein Bergbauunternehmen weiterverkauft hätten. Ein Misstrauensvotum im Parlament überstand Yeddyurappa nur durch die kontroverse Entscheidung des Parlamentspräsidenten, 16 abtrünnige Abgeordnete von der Wahl auszuschließen. Im Januar 2011 genehmigte der Gouverneur Karnatakas H. R. Bharadwaj die Strafverfolgung Yeddyurappas wegen der Korruptionsvorwürfe. Eine unabhängige Untersuchungskommission warf Yeddyurappa in ihrem im Juli 2011 veröffentlichten Abschlussbericht vor, illegalen Bergbau zugelassen zu haben, wodurch dem Bundesstaat Einnahmen von über 18 Milliarden Rupien (rund 280 Millionen Euro) entgangen seien. Am 31. Juli musste Yeddyurappa, der die Vorwürfe bestreitet, auf Druck der BJP-Parteiführung wegen der Korruptionsvorwürfe vom Amt des Chief Ministers zurücktreten. Am 15. Oktober 2011 wurde Yeddyurappa wegen der Korruptionsvorwürfe inhaftiert und 24 Tage später gegen eine Kautionszahlung wieder freigelassen.
Als Nachfolger B. S. Yeddyurappas wurde D. V. Sadananda Gowda neuer Chief Minister Karnatakas. Gowda galt als Vertrauter Yeddyurappas und genoss im parteiinternen Nachfolgestreit die Unterstützung des zurückgetretenen Chief Ministers. Spekulationen, er würde im Hintergrund weiterhin die Fäden ziehen und seine Rückkehr ins Amt des Chief Ministers vorbereiten, dementierte Yeddyurappa unmittelbar nach der Wahl Sadananda Gowdas.

### Gründung der KJP und Wiedereintritt in die BJP (2012–2014)
Im März 2012 sprach der Oberste Gerichtshof Karnatakas Yeddyurappa von den Korruptionsvorwürfen frei. Daraufhin schickte sich Yeddyurappa an, in das Amt des Chief Ministers zurückzukehren, was aber von Sadananda Gowda abgelehnt wurde. Als Reaktion darauf übertrug Yeddyurappa seine Unterstützung auf Gowdas parteiinternen Konkurrenten Jagadish Shettar, der nach einem Machtkampf schließlich am 12. Juli 2012 Sadananda Gowda als Chief Minister Karnatakas ablöste. Der innerparteiliche Machtkampf setzte sich aber weiter fort und führte schlussendlich dazu, dass B. S. Yeddyurappa sich entschied, die BJP zu verlassen. Am 9. Dezember 2012 rief er eine neue Partei, die Karnataka Janata Paksha (KJP), ins Leben, mit der er bei der Parlamentswahl 2013 antrat. Die KJP entschied bei der Wahl sechs von 224 Wahlkreisen für sich (darunter einen durch Yeddyurappa), während die Kongresspartei die absolute Mehrheit errang. Damit blieb die Partei hinter der selbstgesteckten Erwartung zurück, als Mehrheitsbeschafferin in der neuen Regierung gebraucht zu werden. Yeddyurappa rechnete es der KJP aber an, der BJP entscheidende Stimmenverluste beschert zu haben.
Schon bald nach der Wahl näherte sich Yeddyurappa wieder der BJP an. Im September 2013 kündigte er an, dass die KJP bei den gesamtindischen Parlamentswahlen 2014 die BJP-geführte National Democratic Alliance unterstützen würde. Im Januar 2014 verkündete Yeddyurappa schließlich die Vereinigung der KJP mit der BJP. Bei der Parlamentswahl im April/Mai 2014 wurde Yeddyurappa als Kandidat der BJP mit großem Vorsprung aus dem Wahlkreis Shimoga in die Lok Sabha, das gesamtindische Unterhaus, gewählt. Yeddyurappas Hoffnungen auf einen Ministerposten im Kabinett Modi I erfüllten sich aber nicht. Grund dafür waren die Korruptionsvorwürfe gegen ihn.

### Dritte Amtszeit als Chief Minister (2018)
Im Vorfeld der Parlamentswahl in Karnataka 2018 bestimmte die BJP B. S. Yeddyurappa zu ihrem Spitzenkandidaten. Als Ergebnis der Wahl wurde die BJP stärkste Partei, konnte aber nicht die absolute Mehrheit der Parlamentssitze erringen. Obwohl sich die Kongresspartei und die JD(S), die als zweit- und drittstärkste Partei aus der Wahl hervorgegangen waren, anschickten, eine Koalitionsregierung zu bilden, beauftragte der Gouverneur Karnatakas, Vajubhai Vala, Yeddyurappa am 16. Mai 2018 mit der Regierungsbildung. Nachdem eine Petition der Kongresspartei und JD(S), die Ernennung Yeddyurappas aufzuhalten, vom Obersten Gericht in einer nächtlichen Eilsitzung abgelehnt worden war, wurde B. S. Yeddyurappa am 17. Mai als Chief Minister Karnatakas vereidigt. Nachdem der Gouverneur Yeddyurappa zunächst 15 Tage Zeit eingeräumt hatte, um seine Parlamentsmehrheit unter Beweis zu stellen, ordnete das Oberste Gericht eine Vertrauensabstimmung bereits für den 19. Mai an, um eine Beeinflussung von Abgeordneten der Oppositionsparteien zu verhindern. Nachdem sich abzeichnete, dass Yeddyurappa die Mehrheit verfehlen würde, verkündete unmittelbar vor der geplanten Vertrauensabstimmung in einer Rede vor dem Parlament Karnatakas seinen Rücktritt vom Amt des Chief Ministers. Damit wiederholten sich die Ereignisse von 2007, als Yeddyurappa ebenfalls nach wenigen Tagen als Chief Minister zurücktreten musste. Seine dreitägige Amtszeit gehörte zu den kürzesten in der Geschichte Indiens, wird aber noch von Jagdambika Pal übertroffen, der 1998 nur einen Tag lang Chief Minister von Uttar Pradesh war. Nach dem Scheitern der Yeddyurappa-Regierung beauftragte der Gouverneur Vajubhai Vala den JD(S)-Politiker H. D. Kumaraswamy mit der Regierungsbildung. Im Zusammenhang mit der gescheiterten Vertrauensabstimmung veröffentlichte die Kongresspartei Tonaufnahmen, aus denen hervorgehen solle, Yeddyurappa und andere BJP-Politiker hätten versucht, Kongress-Abgeordnete mit dem Versprechen von Ministerposten zum Übertritt ins BJP-Lager zu bewegen.

### Vierte Amtszeit als Chief Minister
Nach der für Kongresspartei (INC) und Janata Dal (Secular) (JD(S)) in Karnataka sehr ungünstig ausgegangenen gesamtindischen Wahl 2019 kam es zu Auflösungserscheinungen bei der regierenden INC-JD(S)-Koalition. Mehrere Abgeordnete erklärten ihren Rücktritt, wodurch die Koalition ihre knappe parlamentarische Mehrheit einbüßte. Nach einer verlorenen Vertrauensabstimmung erklärte der amtierende Chief Minister Kumaraswamy seinen Rücktritt, woraufhin der Gouverneur am 26. Juli 2019 Yeddyurappa zum neuen Chief Minister ernannte. In einer Vertrauensabstimmung am 29. Juli 2019 erhielt dieser die Mehrheit der Abgeordnetenstimmen. Yeddyurappas vierte Amtszeit verlief unruhig. In seiner Rücktrittsrede am 21. Juli 2021 beschrieb er diese Zeit als ständige agni pariksha („Feuerprüfung“, Zitat aus dem Ramayana). Im August 2019 ereignete sich eine verheerende Flutkatastrophe, die sich in abgeschwächter Form 2020 und 2021 wiederholte. Ab 2020 war der Bundesstaat von der COVID-19-Pandemie betroffen. Zudem hatte Yeddyurappa mit parteiinternen Kritikern zu kämpfen, die darauf spekulierten, dass der bei Amtsantritt 78-Jährige bald abgelöst würde.
Nach längeren parteiinternen Unzufriedenheiten wurde Yedurappa schließlich am 26. Juli 2021 zum Rücktritt gedrängt. Am 28. Juli 2021 wurde Basavaraj Somappa Bommai als sein Nachfolger im Amt des Chief Ministers vereidigt.